# 塞默灵铁路
47°38′35″N 15°49′52″E / 47.643°N 15.831°E
塞默灵铁路（德語：Semmeringbahn）是奥地利的一处人文名胜遗迹，在早期的铁路修建中体现了高超的技术，被认为是铁路建筑史上的里程碑。今天已经发展成为当地风景名胜区，并形成了一处文化景区。
该铁路在塞默灵关口穿越阿尔卑斯山海拔898米的山顶，这一高度直到1860年都是世界公共铁路所达到的最高点。

## 歷史

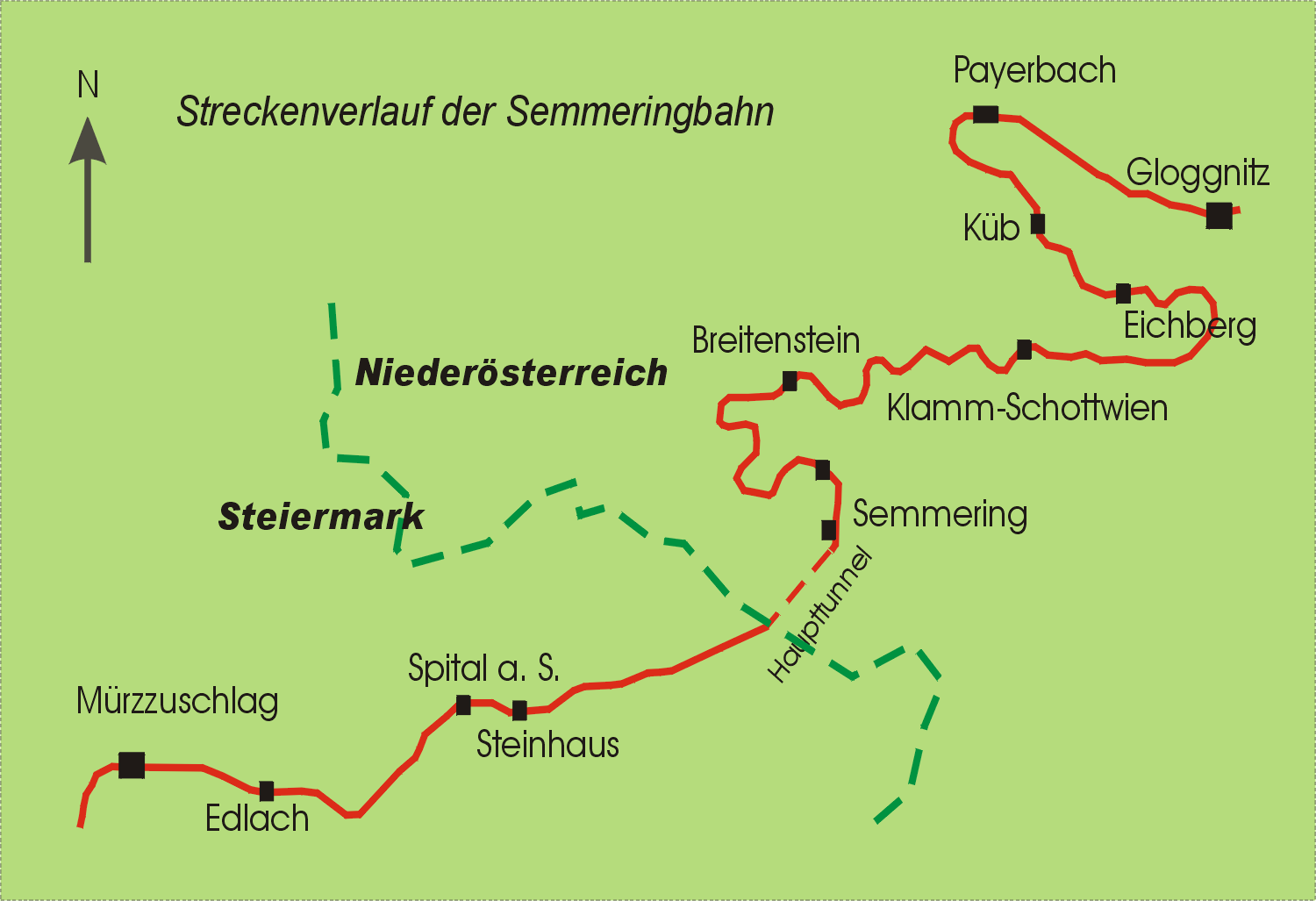
平面示意图

塞默灵铁路建设于1848年开工，由卡尔·里特尔·冯·盖加主持，动用20,000多名工人，耗时6年，于1854年完工。对于当时的铁路修建技术来说，无论是在结构设计还是在建筑施工上都面临巨大挑战。施工人员在可能出现险情的地方做上标记，计划采用四种不同方法施工。虽然铁路首尾两端的空中直线距离仅为21公里，但是必须修建一条两倍于此的铁路（41.7公里），以便克服山区459米的高度差，为此还需修建16个大型高架桥和14个隧道（最长的一座为1,431米），16座高架橋（若干为双层）以及超过100孔的石桥和11个小型铁桥，全长41公里，并且在隧道工程中产生的废料，如石料等，被直接用来投入到车站建设以及为主管们提供的建筑中。
塞默灵铁路41公里的距离中跨越了海拔460米的高差；60％的铁路长度所承受的斜率为20-25‰，并且16％的部分只有190米的曲率半径。这些对于当时的铁路建设来说都是革命性的突破。塞默灵铁路至今仍作为奥地利铁路的主要干线正常运行。此段铁路位于格洛格尼茨车站和米尔茨楚施拉格车站间。同时也是维也纳到的里雅斯特（今意大利境内）奥地利南部铁路的一部分。穿全长41公里，坚固的隧道、稳固的高架桥以及高质量的工程，使它沿用至今。沿途的景色也蔚为壮观。

## 塞默靈基線隧道
2012年4月25日，27.3公里的塞默靈基線隧道正式開始施工，這隧道將可以取代41公里的塞默靈鐵路路段。此隧道預期可以在2030年開通，並且花費390億歐元。

## 圖冊

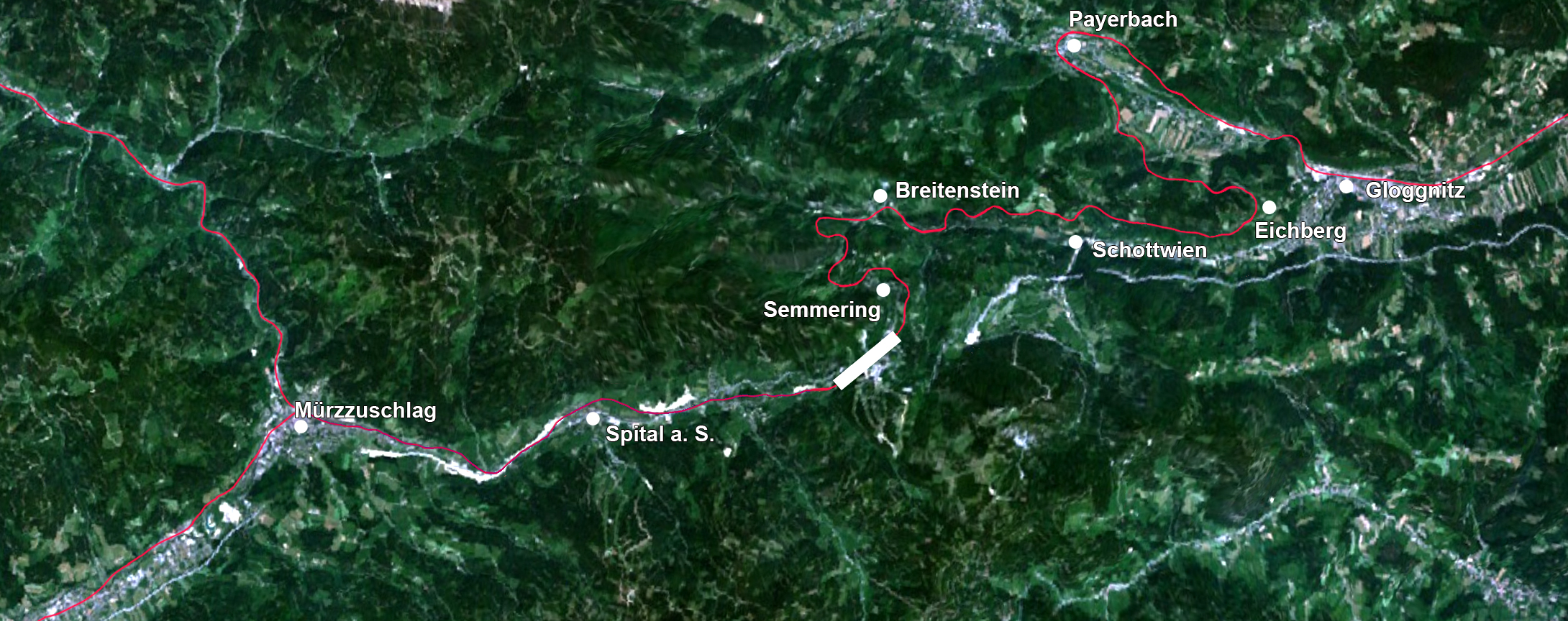
卫星示意图